# Centrodraco oregonus
Centrodraco oregonus is een straalvinnige vissensoort uit de familie van de pitvissen (Draconettidae). De wetenschappelijke naam van de soort is voor het eerst geldig gepubliceerd in 1959 door Briggs & Berry.